# Casimiro III da Polônia
Casimiro III da Polônia, dito Casimiro, o Grande, em polonês Kazimierz Wielki (Kowal, Cujávia, 30 de abril de 1310 – Cracóvia, 5 de novembro de 1370) reinou na Polônia entre 1333 até sua morte. Filho de Ladislau I, o Breve e de Edviges de Gniezno e da Grande Polônia, é considerado como o verdadeiro unificador da Polônia. Casimiro foi o último soberano polonês da antiga dinastia dos Piast. Nasceu em 30 de abril de 1310.
Em seus 37 anos de reinado, Casimiro III mais que duplicou o território do país. Iniciou importantes reformas administrativas, judiciais e legislativas e incorporou a Galícia. Fundou várias cidades e concedeu autonomia aos governos locais. Construiu mais de cinquenta castelos e ajudou a edificar várias igrejas. Em 1364, fundou a Universidade de Cracóvia.
Morreu em um acidente de caça e após sua morte foi cognominado "o Grande".
Como não tinha herdeiros varões, designou como seu herdeiro, em 1355, o seu sobrinho Luís I da Hungria, filho de sua irmã Isabel e de Carlos Roberto da Hungria, da Casa d'Anjou o que significaria a união das coroas húngara e polonesa.
Porém a união pessoal, que desagradava boa parte da alta nobreza da Polônia, desfez-se logo após a morte de Luís I, em 1382, apenas doze anos após a morte de Casimiro III. Assim, uma de suas filhas de Luís I, Maria, assumiu a coroa húngara, enquanto a outra, Edviges, com apenas 11 anos, tornou-se "Rei da Polônia" (sic), significando que a sua ascensão ao trono acontecia por seu próprio direito e não como rainha consorte. Com Edviges d'Anjou, a Polônia recupera sua independência da Hungria. De seu casamento com Jogaila ou Władysław Jagiełło (posteriormente Ladislau II), nasce a dinastia Jaguelônica que constituirá, através da Comunidade polaco-lituana, um dos mais poderosos impérios europeus pelos três séculos seguintes. 
No jogo Sid Meier's Civilization V, Casimiro III é um dos líderes jogáveis, representante da Polônia.